# 細角瓜蝽
細角瓜蝽（学名：Megymenum gracilicorne）为兜蝽科瓜蝽屬下的一个种。